# Walter Koeppen
Carl Walter Koeppen (* 11. August 1877 in Berlin; † 22. Juni 1933 ebenda) war ein deutscher Architekt und Baubeamter.

## Leben
Walter Koeppen war ein Sohn des Ratsmaurermeisters Carl Friedrich Ferdinand Koeppen und dessen Ehefrau Augustine Louise Clara, geb. Reichstein. Er studierte Architektur an der Technischen Hochschule Charlottenburg, u. a. bei den Professoren Julius Carl Raschdorff, Otto Raschdorff und Friedrich Seeßelberg. Nach Abschluss des Studiums war er zunächst als Regierungsbauführer, dann als Regierungsbaumeister tätig. Als Mitglied des Architekten-Vereins beteiligte er sich 1904 und 1905 erfolgreich an mehreren Monatskonkurrenzen. 1911 beteiligte er sich gemeinsam mit dem Architekten Hans Bernoulli mit dem Entwurf „Grünes Band“ am Wettbewerb um einen Bebauungsplan für ein Gelände am Flughafen Johannisthal. Er wurde für einige Jahre Mitinhaber des von seinem Vater 1874 begründeten Baugeschäfts Carl Koeppen, das zwischen 1876 und 1930 zahlreiche Bauten in Berlin errichtete. Er wurde Magistratsoberbaurat und Dirigent der städtischen Baupolizei.

## Familie
Walter Koeppen heiratete 1903 Frieda Anna Johanna Müller (1879–1940), mit der er fünf Kinder hatte.

## Bauten in Berlin
- 1905–1907: Wohnanlage Wollankstraße in Gesundbrunnen (zusammen mit Carl Koeppen). Eintrag 09030449 in der Berliner Landesdenkmalliste
- 1908–1909: Kapelle des Luisenstädtischen Friedhofs in Kreuzberg (zusammen mit Carl Koeppen). Eintrag 09046166,T,001 in der Berliner Landesdenkmalliste
- 1910: Grabmal Bönnhoff auf dem Luisenstädtischen Friedhof.[3]
- 1910–1911: Posadowsky-Häuser in der Wollankstraße (zusammen mit Carl Koeppen). Eintrag 09030448 in der Berliner Landesdenkmalliste
- 1910–1912: Kapelle des St. Petri-Friedhofs in Friedrichshain (zusammen mit Carl Koeppen). Eintrag 09085068 in der Berliner Landesdenkmalliste
- 1911–1913: Hoffnungskirche in Pankow. Eintrag 09050582,T in der Berliner Landesdenkmalliste
- 1912: Umbau von „Mampes Gute Stube“ im Mietshaus Kurfürstendamm 15.[4]
- 1912–1913: Landhaus Koeppen in Hermsdorf (Ausführung Carl Koeppen). Eintrag 09012378 in der Berliner Landesdenkmalliste
- 1914–1916: Eiserne Brücke in Mitte. Eintrag 09030062,T in der Berliner Landesdenkmalliste
- 1920–1923: Hoch- und Untergrundbahnhof Hallesches Tor. Eintrag 09031090 in der Berliner Landesdenkmalliste

## Publikationen
- Bauordnung für die Stadt Berlin vom 3. Nov. 1925; f. d. Handgebrauch · Band 1. Ernst, Berlin 1926 (ohne Vorschau in der Google-Buchsuche).
- Bauordnung für die Stadt Berlin vom 3. November 1925; für den Handgebrauch mit einleitendem Vorwort, Bauklassentabelle, Übersichtsplänen sowie einem ausführlichen Sachregister. Ernst & Sohn, Berlin 1927 (ohne Vorschau in der Google-Buchsuche).
- Die Freiflächen der Stadtgemeinde Berlin. Amt für Stadtplanung, Berlin 1929 (ohne Vorschau in der Google-Buchsuche).